# Der Narr des Schicksals
Der Narr des Schicksals (letteralmente: Il pazzo del destino) è un film muto del 1915 scritto e diretto da Felix Salten. Fu l'unico film diretto da Salten, meglio noto come scrittore e sceneggiatore che, nel 1923, avrebbe scritto il romanzo Bambi, la vita di un capriolo da cui venne tratto il celebre film d'animazione Bambi.

## Trama
Schildkraut decide di imbrogliare una ragazza capricciosa innamorata di lui. Con il denaro sottratto e l'amante al suo fianco fugge da Vienna con il treno in direzione di Trieste (all'epoca ancora appartenente all'Impero austro-ungarico). Durante questa fuga, perde tutto il denaro e anche l'amante infedele. Lasciato ormai da tutti, l'uomo - divenuto ormai indigente - sceglie Trieste per porre fine alla sua vita, che ormai appare senza senso.

## Produzione
Il film fu prodotto dalla Philipp und Preßburger-Film, Wien e Projektions-AG »Union« (PAGU) (Berlin).

## Distribuzione
Il film ebbe il visto di censura nel gennaio 1915.